# 漏電斷路掣
漏電斷路掣，又稱「水氣掣」，是一種斷電裝置，它的作用是避免漏電引起的危險，工作原理是在沒有漏電的情況下，從火線流出的電流通過電器用品後再流回中線的電量理應相等，而當發生漏電時，部份電流經電器的外殼或人體流向地殼，使流出火線與流回中線的電流量產生不平衡，當這個差額大於設定量時，就會觸發漏電斷路裝置的感應線路截斷電源，防止觸電發生。